# Samulnori

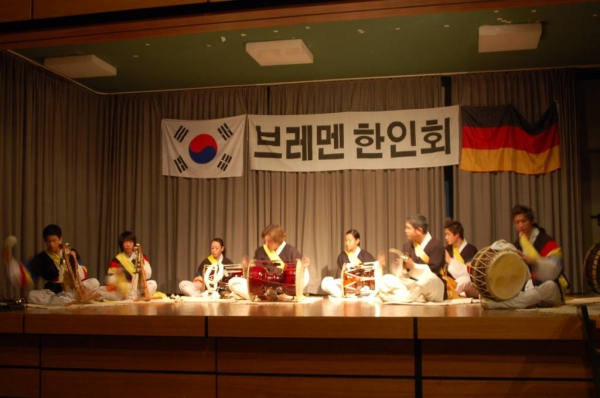
Samulnori in Bremen

Samulnori (사물놀이) ist ein koreanisches Musikgenre und die moderne Bühnenform einer traditionellen koreanischen Perkussionsmusik, dem Pungmul.

## Hintergrund und Geschichte
Samulnori heißt wörtlich übersetzt „Spiel der vier Dinge“ (sa = vier; mul = Gegenstand; nori = Spiel) und ist aus der traditionellen Musik der Landbevölkerung hervorgegangen. Dabei entnimmt Samulnori dieser Bauernmusik rhythmische Strukturen und Instrumentierung, die jahrhundertelang überliefert wurden, und entwickelt diese für die modernen Bühnen technisch weiter. Das Genre entwickelte sich seit den späten 70er Jahren in Südkorea. Der eigentliche Hintergrund dieser Musik war das Zusammenführen von Mensch und Natur in Zeremonien und hatte auch immer
einen sehr spirituellen Charakter.
Nach der Kolonialherrschaft Koreas durch Japan, dem Koreakrieg und der anschließenden Verwestlichung Koreas, geriet diese traditionelle Musik sehr in den Hintergrund und lief Gefahr, gänzlich in Vergessenheit zu geraten. Im Februar 1978 taten sich vier junge Künstler zusammen, die alle aus direkter Nachfolge der Namsadang (Tradition umherreisender Performance-Künstler) stammten. Diese Gruppe wurde, unter der Leitung von Kim Duk-soo, dem legendären Samulnori-Künstler in Korea, als Teil einer größeren Bewegung zur Wiederherstellung und Bewahrung der traditionellen darstellenden Künste und anderer unantastbarer Kulturgüter in Korea gegründet. Sie hat die traditionellen Rhythmus- und Instrumentationselemente aus dem Zeremoniellen herausgelöst und sie für die modernen Bühnen aufgearbeitet, weiterentwickelt und angepasst. Diese Gruppe nannte sich „Samulnori“ und war in Korea, aber auch in aller Welt sehr erfolgreich, woraufhin dieses neue, unabhängige Genre entstand und den Namen der Gruppe erhielt.

## Instrumentierung

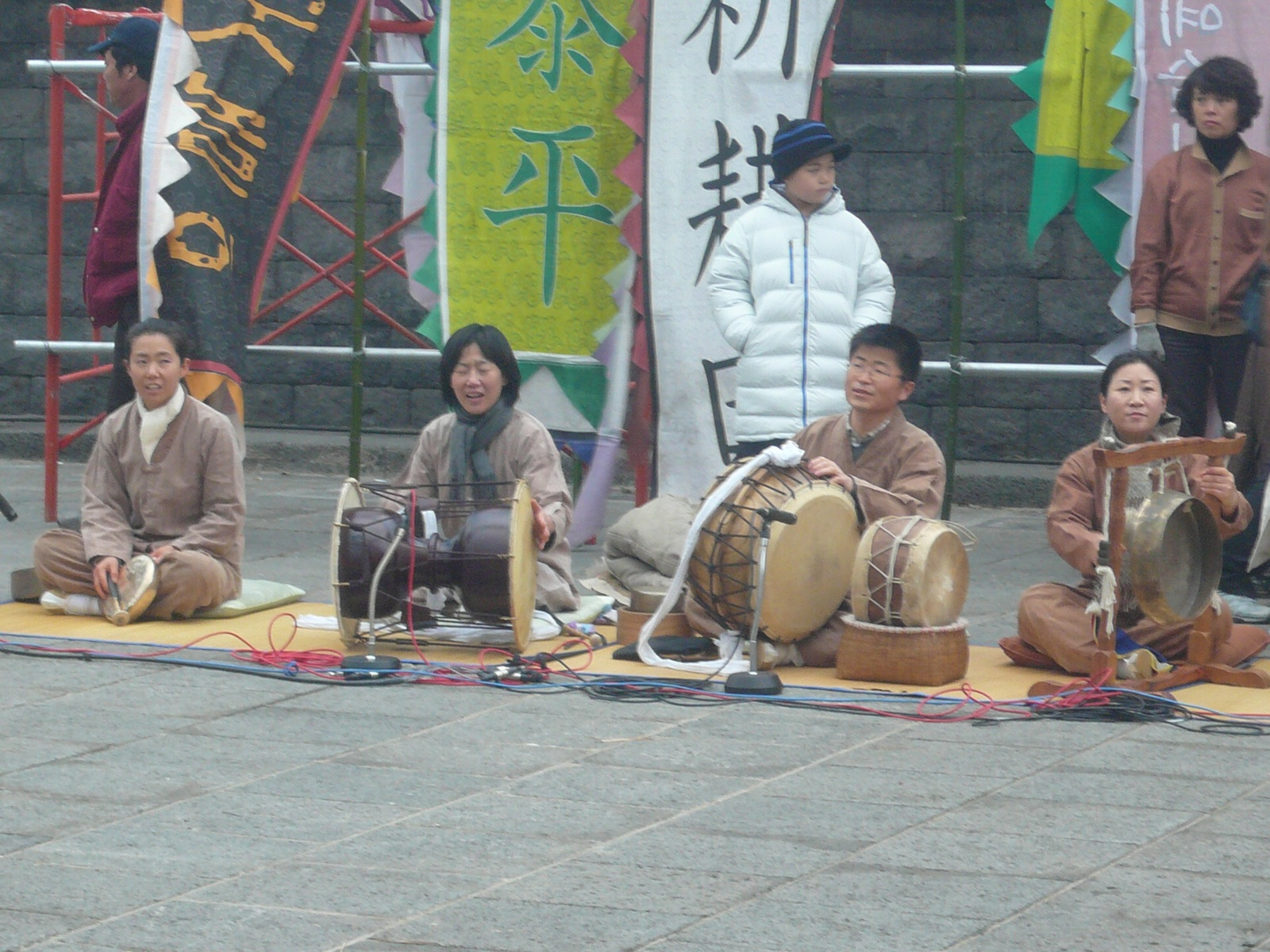
Bäuerliche Volksmusik Nongak. Von links nach rechts: Kkwaenggwari (kl. Gong), Janggu (Sanduhrtrommel), Buk (Fasstrommel) und Jing (Gong)

Der Wortbestandteil samul in Samulnori bedeutet „vier Sachen“ und meint die Instrumentierung dieser Musikgattung. Demnach sind bei Samulnori typischerweise vier Instrumente vorhanden: kkwaenggwari (kleiner Gong), jing (großer Gong), janggu (Sanduhrtrommel), buk (Fasstrommel). Diese vier Instrumente symbolisieren die vier Wetterelemente Blitz, Wind, Regen und Wolken.

### Kkwaenggwari
Das kkwaenggwari ist eine Art kleiner Gong. Es wird hauptsächlich aus Blech hergestellt und enthält Verzierungen aus Gold oder Silber. Es wird beim Spielen in der Hand gehalten und mit einem Schlägel aus Bambus gespielt. Eine Hand hält dabei den Bambus-Schlägel, während die andere durch Bewegungen des Instruments und durch Dämpfen den charakteristischen Ton erzeugt. Der kkwaenggwari-Spieler spielt in dem Ensemble oft eine führende Rolle, da sein Instrument einen sehr signalisierenden Sound hat. Das kkwaenggwari steht für das Wetterelement Blitz.

### Jing

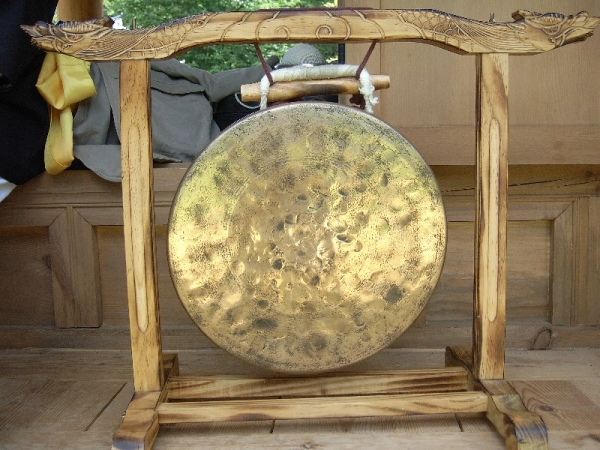
Jing aus Bronze

Das jing ist ein etwas größerer Gong als das kkwaenggwari und wird ähnlich gefertigt. Es hat am oberen Ende eine Stoffpolsterung, mit welcher der Musiker das jing spielt. Dabei kann es auf verschiedene Weise gespielt werden: An einem Rahmen frei hängend befestigt, mit der Hand gehalten (an einem speziellen Griff) oder mit zwei Händen gespielt. Es erzeugt einen oszillierenden, dumpfen und tiefen Klang, welcher die Täler Koreas imitieren soll. Das jing stellt den Wind dar.

### Janggu
Das janggu wird auch als Sanduhrtrommel bezeichnet, da es in seiner Form einer Sanduhr ähnelt. Es gibt zwei Schlagfelle, die sich gegenüberstehen, die beide mit unterschiedlichen Fellen aus Leder bestückt sind. Es wird mit zwei Schlägeln gespielt, die sich ebenfalls voneinander unterscheiden. Der rechte Schlägel ist ein einfacher Holzschlägel, der einen hohen, knackigen Ton erzeugt, der linke Schlägel besitzt am oberen Ende einen Ballen aus Holz, der einen etwas tieferen und runderen Klang auslöst. Das Janggu wird mit dem Element Regen assoziiert.

### Buk
Das buk ist eine große Trommel, die aus zwei auf einem hohlen Holzfass gespannten Lederfellen besteht. Es wird mit einem einfachen Holzschlägel im Stehen oder im Sitzen gespielt und erzeugt einen tiefen, runden Ton, der das Fundament im Klangspektrum des Samulnori-Ensembles darstellt. Das Buk vertritt das Symbol für die Wolken.

## Repertoire
Samulnori unterteilt sich in vier große Sparten. Diese verschiedenen Ausführungen und Arten von Samulnori sind Pinari, Samdo Seolchanggo Karak, Samdo Nong’ak Karak und P’ankut. Darüber hinaus werden immer weitere Formen entwickelt, dem Ausdruck durch Samulnori Gestalt zu verleihen. Heutzutage gibt es auch viele Samulnori-Veranstaltungen und -Konzerte, die mit anderen Musikrichtungen (z. B. Jazz (Wolfgang Puschnig), Rock etc.) vermischt werden und so einen Crossover-Stil entwickeln.

### Pinari
Pinari ist eng verbunden mit religiösen Riten und schamanischen Mythen. Es beinhaltet Gebete und Geisterbeschwörungen mit dem Inhalt, dass diese Geister den Menschen Glück und Segen bringen sollen. In einem Samulnori-Konzert stellt daher das Pinari den Eröffnungsakt dar, um dem Publikum ein gutes Schicksal und Glück zu spenden. Dazu kommen die Akteure von einer Hintertür des Saales, angeführt von dem Buk-Spieler, der ein Signal gibt, auf das die übrigen Instrumente mit einer klagenden Antwort entgegentreten. Der Sangshoi, der den Anführer der Gruppe darstellt, ruft die Worte: „Öffnet die Tore, Generäle der fünf Himmelsrichtungen! Das Glück dieser Welt schreitet mit uns Menschen hinein.“ Danach schreitet die Gruppe rhythmisch begleitet von hinten am Publikum vorbei auf die Bühne, wo sie am Altar die Götter und Geister ehren und das Pinari beginnen.

### Samdo Seolchanggo Karak
Das Samdo Seolchanggo Karak stellt verschiedene rhythmische Strukturen einiger Salmunori-Großmeister aus den verschiedenen Regionen Koreas nebeneinander. Es ist dabei etwas moderner aufgebaut und enthält einige Stilmerkmale von Kim Duk-Soo. Außerdem zeigt es Tempo- und Rhythmusänderungen, die sich anfangs in langsamen rhythmischen Strukturen bewegen und dann zum Ende hin immer schneller werden. Traditionell zeigen hier die Akteure ihre tänzerischen Fähigkeiten. In der etwas moderneren Salmunori-Version wird das Samdo Seolchanggo Karak im Sitzen ausgeübt, und es wird größeren Wert auf die Dynamik und eine allumfassende Klangfülle gelegt.

### Samdo Nong’ak Karak
Das Samdo Nong’ak Karak ist wohl die bekannteste der Samulnori-Formen. Es setzt sich zusammen aus den drei Stücken Yangnam Nong’ak, Uddari P’ungmul und Honam Udo-kut, die in den Anfängen der Salmunori-Kunst drei einzelne unabhängige Stücke waren. Im Samdo Nong’ak Karak liegt der Schwerpunkt im Kontrastspiel zwischen den Gongs und den Trommeln. Dies symbolisiert die Wechselwirkungen, die man in der Natur sehen kann. Das Samdo Nong’ak Karak wird im Sitzen ausgeführt.

### P'ankut
Das P’ankut ist das spielerische Stück im Salmunori, wohingegen das Pinari religiös und das Samdo Seolchanggo Karak sowie das Samdo Nong’ak Karak musikalisch gewichtet sind. Im P`ankut setzen die Spieler jeden Teil ihres Körpers zur Unterhaltung des Publikums ein. Dabei haben sie oft so genannte Sangmo-Mützen auf, mit deren langen Schleier sie herumwirbeln, und Instrumente in den Händen oder am Körper. Es wird die Einigkeit zwischen Himmel, Erde und Menschen gezeigt. Das P’ankut wird von vielen als die Quintessenz des Samulnoris gesehen.

## Kim Duk-soo
Kim Duk-soo ist der Leiter und Gründer von Samulnori. Er wurde 1952 in Seoul geboren und wurde wegen seines außergewöhnlichen Talents von seinem Vater als einziger der acht Geschwister ausgewählt, in seine Fußstapfen als Wanderartist und -musiker zu steigen. Im Alter von fünf Jahren wurde er vom koreanischen Präsidenten für seine exzellenten Aufführungen ausgezeichnet. Seitdem begann für ihn eine außerordentliche Karriere, die ihn auf der ganzen Welt erfolgreich machte. Er besuchte die Korean traditional music and performing school in Seoul, schloss sie mit Erfolg ab und besuchte für ein Jahr eine Universität. Jedoch brach er sein Studium ab, da er sich seinem Weg als professioneller Musiker und Künstler voll und ganz widmen wollte. Kim gilt als der bedeutendste Künstler traditioneller koreanischer Musik und ist wegen seiner Virtuosität und künstlerischen Vielfalt legendär und im ganzen Land bekannt.
Kim Duk-soos Sohn ist ebenfalls Musiker, jedoch nicht im traditionellen Bereich, sondern im Rap und HipHop. Kim ist jedoch offen für die Musikwahl seines Sohnes und bestreitet zeitweise sogar Aufführungen mit seinem Sohn zusammen, bei denen dieser die musikalischen Darbietungen seines Vaters mit Rap (Sprechgesang) begleitet. Kim Duk-soo war auch einst der Nachbar von Kim Dong-Suk, der wegen seiner Virtuosität als Maler unter Kunstkennern in Korea sehr gerühmt wird.